# Stanisław Szczęsny Potocki

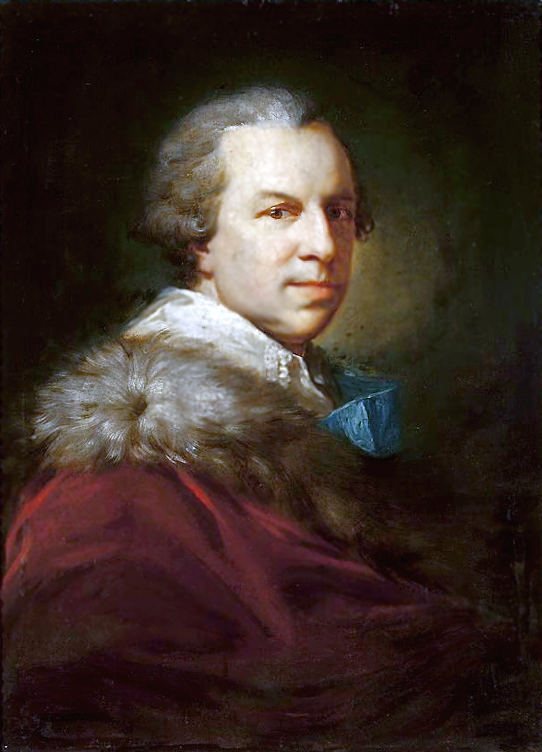
Stanisław Szczęsny Potocki.

Stanislaw Szczęsny Feliks Potocki, född 1753, död 14 mars 1805 i Tulczyn, var en polsk greve och militär. 
Potocki tillhörde "hetmanlinjen" av ätten Potocki, så kallad, emedan den i forna tider innehaft hetmansämbete. Hans far, Franciszek Potocki, vojvod av Kiev, hade varit huvudman för "patrioterna" vid tiden för Polens första delning. Vid faderns död, 1772, ärvde Potocki hans ofantliga gods och höll på dem ett furstligt hov. 
Potocki var en motsatsernas man: än passionerat verksam, än dådlös och slapp. Personligt svärmeri för Katarina II och harmen över att ha blivit förbigången vid valet av lantmarskalk 1788 förde honom i Rysslands armar. I Wien inledde han de underhandlingar, som 1792 förde till konfederationen i Targowica, under Rysslands skydd riktad emot Polens nya författning av 1791. Polens andra delning blev denna konfederations resultat. 
Vid Polens resning 1794 flydde Potocki, dömdes till döden, men Aleksandr Suvorovs segrar och Katarinas gunst skaffade honom egendomar och höga värdigheter åter. Potocki drog sig därefter tillbaka till sina gods i Ukraina och dog på slottet Zofijowka, som han med fabelaktig lyx skapat till ära åt sin tredje gemål, Zofia Potocka.